# Carcharhinus macrops
Espèce
Carcharhinus macrops est une espèce de requin de la famille des Carcharhinidae. C'est un requin au corps fuselé, ressemblant un peu au Requin-bouledogue (Carcharhinus leucas) et au Requin soyeux (Carcharhinus falciformis). On le rencontre dans le nord-ouest de l'océan Pacifique, notamment en mer de Chine méridionale. Comme les autres membres de sa famille, il est vivipare et l'embryon se développe grâce à une alimentation assurée par une connexion au placenta. Ce requin, décrit par J. X. Liu en 1983, ne fait pas l'unanimité, et certains auteurs le considèrent comme un synonyme du Requin des Galápagos (Carcharhinus galapagensis) ou du Requin requiem de sable (Carcharhinus obscurus). De ce fait, de nombreux aspects de sa biologie sont mal connus, et l'espèce n'a pas été évaluée par l'Union internationale pour la conservation de la nature (UICN).

## Description
Carcharhinus macrops a un corps trapu et ressemble au Requin-bouledogue (C. leucas), mais il en diffère par la forme ovale de ses yeux relativement grands, son long museau et ses narines présentant un petit lambeau de peau triangulaire sur le bord intérieur. De même il diffère du Requin soyeux (C. falciformis) par l'absence de crête interdorsale entre les deux nageoires dorsales. Les yeux ont une membrane nictitante, mais pas de stigmate. Ses narines sont situées plus près de la pointe du museau que de ses grandes mâchoires légèrement recourbées. Il y a des sillons très courts dans les coins de sa bouche. Les dents de la mâchoire supérieure sont légèrement inclinées et ont un sommet triangulaire étroit, dont les côtés sont finement dentelés, les bords extérieurs ayant une dentelure plus grossière. Les dents de la mâchoire inférieure sont lisses et composées chacune d'un pointe verticale élancée et d'une large base avec une petite pointe de chaque côté. Les cinq fentes branchiales sont de longueur moyenne. Les deux dernières sont placées au-dessus de la base de la nageoire pectorale. Les nageoires pectorales sont grandes et en forme de faucille. La première nageoire dorsale est grande. Elle prend naissance au niveau de la bordure arrière des nageoires pectorales. La deuxième nageoire dorsale est petite et est juste en face de la nageoire anale. La nageoire caudale est plus longue que la tête. La partie arrière de son lobe inférieur est en retrait
Il y a 13 rangées de dents de chaque côté de la mâchoire supérieure, et 12 à 13 rangées de dents de chaque côté de la mâchoire inférieure, ainsi qu'une petite dent au niveau de la symphyse de chacune des mâchoires.

## Biologie
Cette espèce est très mal connue, et on sait donc peu de chose de sa biologie. Comme les autres requins de la famille des Carcharhinidae, Carcharhinus macrops est vraisemblablement vivipare ; après que les embryons en développement aient épuisés leur réserve en vitellus, le sac vitellin vide se développe en une connexion avec le placenta qui permet à l'embryon d'être nourrit par sa mère.

## Distribution et habitat
Cette espèce vit dans le nord-ouest de l'océan Pacifique, où on la rencontre en mer de Chine méridionale et plus particulièrement au large des îles Paracels, qui forment un archipel de petites îles coralliennes inhabitées situées entre le Viêt Nam au Nord des Philippines. Il vit préférentiellement dans la zone pélagique.

## Taxinomie
Ce requin a été décrit pour la première fois par Liu en 1983. Toutefois, son statut en tant qu'espèce à part entière est encore incertain, car certains autres auteurs le considère comme un synonyme du Requin des Galápagos (C. galapagensis) ou du Requin requiem de sable (C. obscurus), la description donnée par Liu pouvant correspondre à ces deux espèces. Des études approfondies sont nécessaires pour mieux fixer le statut de cette espèce qui a été délaissé par la plupart des auteurs.

## Relations avec l'Homme
Du fait de sa découverte récente et de son statut non reconnu par tous, Carcharhinus macrops n'a pas été évalué par l'Union internationale pour la conservation de la nature.